# Anthony Benoît
Anthony Benoît (ur. 17 kwietnia 1989 w Lyonie) – francuski wioślarz.

## Osiągnięcia
- Mistrzostwa Świata Juniorów – Pekin 2007 – czwórka ze sternikiem – 2. miejsce[1].
- Mistrzostwa Świata U-23 – Račice 2009 – czwórka ze sternikiem – 6. miejsce[1].
- Mistrzostwa Świata – Poznań 2009 – ósemka wagi lekkiej – 5. miejsce[1].